# Центр развития одарённости (Омск)
Многопрофильный образовательный центр развития одарённости № 117 (ранее — Гимназия № 117) — образовательное учреждение Омска, с начала 2000-х годов занимающееся работой с одарёнными школьниками, в частности, подготовкой участников предметных олимпиад. Расположен в Советском округе, в Городке нефтяников, между остановками ДК им. Малунцева и КДЦ Кристалл. Ежегодно в центре обучаются около 800 учеников, по 3-4 класса в параллели, включая профильные — гуманитарные, экономические, химико-биологические и физико-математические.

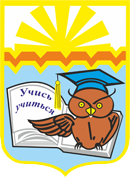
Герб центра развития одарённости

## История
- Средняя общеобразовательная школа № 117 была открыта в 1962 году.
- В 1994 году присвоен статус школы с углублённым изучением отдельных предметов, а именно литературы[2].
- В сентябре 2004 года подписано соглашение о взаимном сотрудничестве школы и ОмГУ и создан Попечительский совет для повышения эффективности образования[3].
- В 2006 и 2009 годах школа выигрывала гранты в размере 1 млн рублей в номинации «Лучшая школа» Приоритетного национального проекта «Образование»[4].
- В июне 2007 года школе присвоен статус гимназии[2].
- В 2014 году в гимназии оборудован современный кабинет химии в рамках сотрудничества с Омским нефтеперерабатывающим заводом[5][6].
- В июле 2015 года гимназия получила статус «Многопрофильный образовательный центр развития одарённости № 117» и перешла в областное подчинение[7]. «Там сложился особенный педагогический коллектив. Она может стать визитной карточкой региона»[8] — прокомментировало Министерство образования области. Этот статус позволит не только обучать в центре одарённых школьников из Омска, но и присоединить к нему интернат для учащихся со всей области[9][10].
- В ноябре 2015 года заместитель председателя правительства России Ольга Голодец посетила центр как «лучшую школу Омской области»[11][12]. Она отметила, что «Войти непросто в топ-500, потому что это уже выдающиеся учреждения образования, а уж стать девятнадцатым — это огромное достижение»[13].

## Учителя
Директором центра является Светлана Валентиновна Бойкова, с 2004 года проводящая процесс по работе с одарёнными школьниками и создавшая программу развития общеобразовательной школы до олимпиадного центра. Должность заместителя директора по экспериментальной работе до 2017 года занимал Александр Савельевич Штерн, заведующий кафедры алгебры ОмГУ. Преподаватель математики Ирина Александровна Чернявская и преподаватель физики Владимир Иванович Давыденко (под руководством которых даже семиклассники решают задачи вступительных олимпиад), лауреаты многочисленных конкурсов учителей, пришедшие в 2002 году из лицея № 64, занимаются в центре подготовкой одарённых школьников к предметным олимпиадам и уже выучили несколько десятков победителей и призёров олимпиад от муниципального до международного уровня. Всего на 2016 год в центре работают 9 преподавателей ОмГУ и 26 учителей высшей категории, 8 победителей конкурса «Лучший учитель» и 6 лауреатов премии фонда Дмитрия Зимина «Династия».

## Достижения
Центр показывает одни из самых высоких результатов в Омске по количеству призёров и победителей предметных олимпиад, особенно по физике и математике. В 2013 году 9 человек получили 100 баллов по различным предметам Единого государственного экзамена. В 2014-15 учебном году 344 ученика центра стали призёрами городского уровня, 114 — регионального и 7 — всероссийского.
Ранее там учились Никита Кудык — победитель Сибирского этапа Всероссийской олимпиады школьников по математике, обладатель золотых медалей на Китайской математической олимпиаде и Международной математической олимпиаде 2008 года, Константин Матвеев — абсолютный победитель ММО в 2007 году, и ещё более десятка призёров Всероссийской олимпиады. Среди достижений регионального уровня можно выделить полный комплект медалей по математике и физике (начиная с 8 класса) у Николая Луцяка, что случилось впервые в истории области.
В результате центр фигурирует в рейтингах лучших школ России: в 2013–2015 гимназия занимала 18–19 места в списке Министерства образования, составленном по итогам ЕГЭ и предметных олимпиад.